# Listă de instituții de învățământ desființate din Iași
Lista instituțiilor de învățământ desființate din Iași cuprinde instituții de învățământ de stat sau private care au existat în Iași de-a lungul timpului. Dispariția lor se datorează fie desființării, fie fuziunii, fie transformării în alte instituții (ca nume și/sau ca scop educațional).
Lista precizează pe lângă nume, atunci când sunt cunoscute sau când este cazul, data înființării și a dispariției, numele instituției continuatoare, tipul de instituție (de stat sau privată), nivelul educațional (învățământ primar, gimnazial, liceal sau universitar), profilul (general, profesional, etc.) și personalitățile marcante (profesori sau elevi) care au activat în aceste instituții.
| Nume                                                          | Data înființării    | Data dispariției   | Numele instituției continuatoare                                        | Numele actual instituției (dacă mai există)                             | Tip de instituție | Nivel educațional                    | Profil                                     | Personalități marcante | Observații | Referițe                                                                                         |
| ------------------------------------------------------------- | ------------------- | ------------------ | ----------------------------------------------------------------------- | ----------------------------------------------------------------------- | ----------------- | ------------------------------------ | ------------------------------------------ | ---------------------- | --- | ------------------------------------------------------------------------------------------------ |
| Academia Mihăileană                                           | 1835                | 1847               | Universitatea „Alexandru Ioan Cuza” din Iași Colegiul Național din Iași | Universitatea „Alexandru Ioan Cuza” din Iași Colegiul Național din Iași | publică           | mixt (învățământ liceal și superior) | general                                    | Gheorghe Asachi        | |                                                                                                  |
| Școala Preparandală de la Trei Ierarhi                        | 1855 (15 decembrie) | 1864               | Școala Normală „Vasile Lupu”                                            | Școala Normală „Vasile Lupu”                                            | publică           | liceal                               | pedagogic (de băieți)                      | Titu Maiorescu         | |                                                                                                  |
| Școala Normală „Mihail Sturdza” din Iași                      | ????                | 1955               | Liceul Pedagogic din Iași                                               | Școala Normală „Vasile Lupu”                                            | publică           | liceal                               | pedagogic (de fete)                        |                        | |                                                                                                  |
| Școala centrală (de fete)                                     | ????                | 1864               | Școala secundară (de fete)                                              | Școala Normală „Vasile Lupu”                                            | publică           | liceal                               | general                                    |                        | |                                                                                                  |
| Școala secundară (de fete)                                    | 1864                | 1893               | Școala normală de fete                                                  | Școala Normală „Vasile Lupu”                                            | publică           | liceal                               | general                                    |                        | |                                                                                                  |
| Școala normală de fete                                        | 1893                | 1904               | Școala de învățătoare                                                   | Școala Normală „Vasile Lupu”                                            | publică           | liceal                               | pedagogic (de fete)                        |                        | |                                                                                                  |
| Școala de învățătoare                                         | 1904                | ????               | Școala Normală „Mihail Sturdza” din Iași                                | Școala Normală „Vasile Lupu”                                            | publică           | liceal                               | pedagogic (de fete)                        |                        | |                                                                                                  |
| Academia Vasiliană(Colegiul Vasilian) (Școala mare domnească) | 1640                | ????               | Academia Domnească din Iași                                             |                                                                         | publică           |                                      |                                            | Vasile Lupu            | |                                                                                                  |
| Academia Domnească din Iași                                   | 1707                | 1821               | Gimnaziul Vasilian                                                      |                                                                         | publică           |                                      |                                            |                        | |                                                                                                  |
| Gimnaziul Vasilian                                            | 1828                | 1835               | Academia Mihăileană                                                     |                                                                         | publică           | liceal                               | general                                    |                        | |                                                                                                  |
| Liceul „Mihail Sadoveanu” din Iași                            | ????                | ????               | Colegiul Național din Iași                                              | Colegiul Național din Iași                                              | publică           | liceal                               | general                                    |                        | |                                                                                                  |
| Colegiul Național                                             | 1860                | 1864               | Liceul Național din Iași                                                | Colegiul Național din Iași                                              |                   |                                      |                                            |                        | |                                                                                                  |
| Liceul Național din Iași                                      | 1864                | ????               | Liceul „Mihail Sadoveanu” din Iași                                      | Colegiul Național din Iași                                              | publică           | liceal                               | general                                    |                        | |                                                                                                  |
| Liceul Internat din Iași                                      | 1895 (5 octombrie)  | 1948               | Liceul de băieți nr. 2                                                  | Colegiul „Costache Negruzzi” din Iași                                   | publică           | liceal                               | general secțiile clasică, modernă și reală |                        | | [ 1 ]                                                                                            |
| Liceul de băieți nr. 2                                        | 1948                | 1952               | Școala de 10 ani nr. 2 de băieți                                        | Colegiul „Costache Negruzzi” din Iași                                   | publică           | liceal                               | general secțiile clasică, modernă și reală |                        | | [ 1 ]                                                                                            |
| Școala de 10 ani nr. 2 de băieți                              | 1952                | 1954               | Școala medie nr. 2 de băieți                                            | Colegiul „Costache Negruzzi” din Iași                                   | publică           | liceal                               | general secțiile clasică, modernă și reală |                        | | [ 1 ]                                                                                            |
| Școala medie nr. 2 de băieți                                  | 1954                | 1956               | Liceul „C. Negruzzi”                                                    | Colegiul „Costache Negruzzi” din Iași                                   | publică           | liceal                               | general secțiile clasică, modernă și reală |                        | | [ 1 ]                                                                                            |
| Liceul „C. Negruzzi”                                          | 1956                | 1977               | Liceul de matematică–fizică „C. Negruzzi”                               | Colegiul „Costache Negruzzi” din Iași                                   | publică           | liceal                               | general secțiile modernă și reală          |                        | | [ 1 ]                                                                                            |
| Liceul de matematică–fizică „C. Negruzzi”                     | 1977                | ????               |                                                                         | Colegiul „Costache Negruzzi” din Iași                                   | publică           | liceal                               | general secțiile de matematică și fizică   |                        | | [ 1 ]                                                                                            |
| Liceul Internat din Iași                                      | ????                | 1998               | Colegiul „Costache Negruzzi” din Iași                                   | Colegiul „Costache Negruzzi” din Iași                                   | publică           | liceal                               | general secțiile de matematică și fizică   |                        | | [ 1 ]                                                                                            |
| Gimnaziul „Alexandru cel Bun”                                 | ????                | ????               |                                                                         |                                                                         | publică           | gimnazial                            |                                            |                        | Situat pe strada Palat, lângă Palatul Culturii, în clădirea care va adăposti ulterior Tribunalul.             | [ 1 ]                                                                                            |
| Școala Secundară de Fete (Externatul Secundar de Fete)        | 1865 (ianuarie)     | 1875               | Școala profesională ? (nume exact ?)                                    | Colegiul Național „Mihai Eminescu” din Iași                             | publică           | gimnazial                            |                                            |                        | | [ 2 ]                                                                                            |
| Școala profesională ? (nume exact ?)                          | 1875                | 1882               | Externatul Secundar de Fete                                             | Colegiul Național „Mihai Eminescu” din Iași                             | publică           | gimnazial, profesional               |                                            |                        | | [ 2 ]                                                                                            |
| Externatul Secundar de Fete                                   | 1882                | 1905               | Școala Secundară de Fete                                                | Colegiul Național „Mihai Eminescu” din Iași                             | publică           | gimnazial                            | general si o secție normală                |                        | În perioada 1893-1896, în cadrul școlii a funcționat o secție normală care pregătea învățătoare suplinitoare. | [ 2 ]                                                                                            |
| Școala Secundară de Fete                                      | 1905                | 1908 (5 octombrie) | Școala Secundară de Fete „Oltea Doamna”                                 | Colegiul Național „Mihai Eminescu” din Iași                             | publică           | gimnazial                            |                                            |                        | | [ 2 ]                                                                                            |
| Școala Secundară de Fete „Oltea Doamna”                       | 1908 (5 octombrie)  | 1925 ?             | Liceul „Oltea Doamna”                                                   | Colegiul Național „Mihai Eminescu” din Iași                             | publică           | gimnazial                            |                                            |                        | | [ 2 ]                                                                                            |
| Liceul „Oltea Doamna”                                         | 1925 ?              | 1945               | Liceul Teoretic de Fete nr. 1                                           | Colegiul Național „Mihai Eminescu” din Iași                             | publică           | liceal                               |                                            |                        | | [ 2 ]                                                                                            |
| Liceul Teoretic de Fete nr. 1                                 | 1945                | 1952               | Școala medie de zece ani nr. 1                                          | Colegiul Național „Mihai Eminescu” din Iași                             | publică           | liceal                               |                                            |                        | | [ 2 ]                                                                                            |
| Școala medie de zece ani nr. 1                                | 1952                | 1956               | Școala medie nr. 2                                                      | Colegiul Național „Mihai Eminescu” din Iași                             | publică           | liceal                               |                                            |                        | | [ 2 ]                                                                                            |
| Școala medie nr. 2                                            | 1956                | 1960 (20 august)   | Liceul nr. 2 „Mihai Eminescu”                                           | Colegiul Național „Mihai Eminescu” din Iași                             | publică           | liceal                               |                                            |                        | | [ 2 ]                                                                                            |
| Liceul nr. 2 „Mihai Eminescu”                                 | 1960 (20 august)    | 1990               | Liceul Teoretic „Mihai Eminescu”                                        | Colegiul Național „Mihai Eminescu” din Iași                             | publică           | liceal                               |                                            |                        | | [ 2 ]                                                                                            |
| Liceul Teoretic „Mihai Eminescu”                              | 1990                | ????               | Colegiul Național „Mihai Eminescu” din Iași                             | Colegiul Național „Mihai Eminescu” din Iași                             | publică           | liceal                               |                                            |                        | | [ 2 ]                                                                                            |
| Institutul liceal de domnișoare Humpel                        | 1872                | 1901               |                                                                         |                                                                         | privată           | liceal                               |                                            |                        | Înființat de Emilia Maiorescu-Humpel, sora lui Titu Maiorescu, si de Wllhelm Humpel.                          |                                                                                                  |
| Institutul Academic                                           | 1866 (26 iulie)     | 1879               | Institutele Unite                                                       |                                                                         | privată           | liceal                               |                                            |                        | | [ 4 ]                                                                                            |
| Liceul Nou                                                    | 1870                | 1879               | Institutele Unite                                                       |                                                                         | privată           | liceal                               |                                            |                        | | [ 5 ]                                                                                            |
| Institutele Unite                                             | 1879                | 1907               |                                                                         |                                                                         | privată           | liceal                               |                                            |                        | | [ 5 ]                                                                                            |
| Pensionatul Karakash                                          |                     |                    |                                                                         |                                                                         |                   |                                      |                                            |                        | |                                                                                                  |
| Pensionatul Alexis și Gabrielle Petit                         |                     |                    |                                                                         |                                                                         |                   |                                      |                                            |                        | |                                                                                                  |
| Pensionatul francez al lui Victor Cuenim                      |                     |                    |                                                                         |                                                                         |                   |                                      |                                            |                        | |                                                                                                  |
| Pensionatul Sacre-Coeur                                       |                     |                    |                                                                         |                                                                         |                   |                                      |                                            |                        | |                                                                                                  |
| Pensionatul de fete al doamnei Blumenthal                     | 1858                |                    |                                                                         |                                                                         |                   |                                      |                                            |                        | |                                                                                                  |
| Pensionatul de fete al doamnei Fajare                         | 1858                |                    |                                                                         |                                                                         |                   |                                      |                                            |                        | |                                                                                                  |
| Școala Normală de Conductoare pentru Grădinițele de Copii     | 1858                |                    |                                                                         |                                                                         |                   |                                      |                                            |                        | | http://curierul-iasi.ro/portile-deschise-ale-iesenilor-pe-care-ii-chema-constantin-sau-elena-194 |
| Pensionatul doamnei Dodun des Perrières (fete)                | 1858                |                    |                                                                         |                                                                         |                   |                                      |                                            |                        | |                                                                                                  |
| Pensionatul Lincourt, chefneux și Bagarre                     | 1858                |                    |                                                                         |                                                                         |                   |                                      |                                            |                        | La Miroslava ?                                                                                                |                                                                                                  |
| Institutul Densușianu                                         | 1858                |                    |                                                                         |                                                                         |                   |                                      |                                            |                        | |                                                                                                  |